# Frances Ames
Frances Rix Ames (20 d'abril de 1920 – 11 de novembre de 2002) va ser una neuròloga, psiquiatra i defensora dels drets humans, coneguda principalment per dirigir la recerca ètica sobre la mort de l'activista en contra de l'Apartheid, Steve Biko, qui va morir a causa d'una negligència mèdica mentre era torturat sota custòdia policial. Quan el Consell mèdic i dental sud-africà (SAMDC, South African Medical and Dental Council) va rebutjar amonestar al cirurgià cap del districte i al seu assistent, els qui van tractar a Biko, Frances Ames i un grup de cinc acadèmics i metges van recaptar fons i van lluitar legalment durant vuit anys contra l'organització mèdica. Frances Ames va arriscar la seva pròpia seguretat personal i carrera acadèmica en la seva lluita per fer justícia, elevant la disputa fins al Tribunal Suprem de Sud-àfrica, on finalment va guanyar el cas el 1985.
Va dirigir el departament de neurologia de l'Hospital Groote Schurr fins a la seva jubilació el 1985, però va continuar ensenyant en els hospitals Valkenberg i Alexandra. Quan l'Apartheid va ser finalment suprimit el 1994, Frances Ames va testimoniar en la Comissió per a la Veritat i la Reconciliació sobre el seu treball en el cas d'ètica mèdica sobre els metges de Steve Biko. El 1999, Nelson Mandela li va concedir el premi Star of South Africa, la condecoració civil més important del país, en reconeixement pel seu treball en benefici dels drets humans.

## Primers anys
Frances Ames va néixer el 20 d'abril de 1920 en Voortrekkerhoogte (Pretòria, Sud-àfrica). Els seus pares es deien Frank i Georgina Ames, sent la segona de tres germanes. La seva mare va ser infermera igual que la seva àvia, que la va criar en un campament de concentració Boer durant la Segona Guerra Boer. Ames mai va conèixer al seu pare perquè va abandonar a la seva família, deixant a Georgina Ames a càrrec de tres nenes sumida en la pobresa. Com que la seva mare no podia hacerce càrrec de la seva família, Frances va haver de passar part de la seva infància en un orfenat catòlic on va patir de febre tifoidea. Més endavant la seva mare reuniria a la família i es mudarien a Ciutat del Cap, on Frances assistiria a l'Escola Rustenburg per a Noies. Va estudiar a la Universitat del Ciutat del Cap i rebria el seu títol de medicina i cirurgia el 1942.

## Carrera mèdica
Frances va ingressar com a resident a l'Hospital Groote Schuur de Ciutat del Cap; treballant també com a metgessa general a la regió Transkei. Va aconseguir el seu grau en medicina el 1964 per la UCT, sent la primera dona a aconseguir-ho. Ames es va convertir en cap del departament de neurologia de l'hospital Groote Schuur el 1976. Va aconseguir una plaça de professora associada el 1978, i malgrat jubilar-se el 1985, va continuar amb el seu treball a temps parcial com a docent del departament de psiquiatria i salut mental de la UCT als hospitals Valkenberg i Alexandra. El 1997, Frances Ames va ser nomenada professora associada emèrita en neurologia i va rebre un doctorat honoris causa en medicine per la UCT en 2001. Segons Pat Sidley del British Medical Journal, Frances Ames «mai va ser reconeguda com a professora amb caràcter general, i crec que es deu al fet que era dona.»

## El cas Biko
L'activista sud-africà en contra de l'Apartheid Steve Biko, que havia estudiat medicina a la Universitat de KwaZulu-Natal, va ser arrestat per la policia de Port Elizabeth el 18 d'agost de 1977 durant 20 dies. Entre el 6 i el 7 de setembre, Biko va ser copejat i torturat caient en coma. Segons les declaracions de Frances i uns altres, el cirurgià Ivor Lang, juntament amb el cirurgià cap de districte Benjamin Tucker, van col·laborar amb la policia per encobrir l'abús, permetent que Steve Biko morís a causa de les ferides el 12 de setembre. Segons Benatar, «hi havia una clara falta d'ètica per part dels metges que van ser responsables» de Biko.

## Recerca sobre el cànnabis
Ames va estudiar els efectes del cànnabis el 1958, publicant el seu treball a "The British Journal of Psychiatry com "un estudi clínic i metabòlic de la intoxicació aguda amb Cànnabis sativa i el seu paper en les psicosis model". El seu treball ha estat citat àmpliament en la literatura de cànnabis. Frances, que s'oposava a la guerra contra les drogues, va ser una defensora dels beneficis terapèutics del cànnabis, en particular per a les persones amb esclerosi múltiple (MS) Ames va observar de primera mà com el cànnabis (conegut com a dagga a Sud-àfrica) alleujava l'espasme en pacients amb EM i va ajudar els paraplègics a la sala de lesions de la medul·la del seu hospital. Va continuar estudiant els efectes del cànnabis en la dècada de 1990, la publicació de diversos articles sobre el cànnabis induïda eufòria i els efectes del cànnabis en el cervell amb el coautor David J. Castle de l'hospital de Sant Vicent, Melbourne.

## Mort
Ames va tenir problemes amb la leucèmia des del començament Abans de la seva mort, es va dir a un entrevistador: "Seguiré fins i tot em cau." Ella va continuar treballant per a UCT com a professor a temps parcial a Hospital de Valkenberg fins a sis setmanes abans de la seva mort al país en Rondebosch l'11 de novembre de 2002. En representació Departament de Psiquiatria de la UCT, Greg McCarthy va donar l'elogi al funeral. Ames va ser cremada, i d'acord amb els seus desitjos, les seves cendres es van combinar amb les llavors de cànem i es dispersaren fora de l'hospital on Valkenberg on es va dur a terme el seu funeral.